# Luis Arana
Luis Arana Goiri (Bilbao, 1862-Santurce, 1951) fue un político español de ideología nacionalista vasca, fundador del Partido Nacionalista Vasco (PNV) junto con su hermano Sabino Arana. Fue tres veces presidente del PNV.

## Familia
Nacido en 1862 en el seno de una familia empresaria de la anteiglesia de Abando, tuvo ocho hermanos, dos de los cuales murieron al poco de nacer. Vivió en la casa situada en la calle Ibáñez, 10 de esta localidad que su padre mandó construir en 1857 (actual Sabin Etxea).

## Del fuerismo al nacionalismo
Debido a las ideas carlistas de su padre, su familia cruzó la frontera hacia el exilio en 1873, permaneciendo en Bayona y en San Juan de Luz hasta 1876, año en el que regresaron a Abando.
Según relata el propio Sabino Arana, durante un viaje de Luis Arana en 1882, un santanderino le comentó, al ver que llevaba una insignia fuerista:

Pues mira, eso es lo que no entiendo bien. Si los vizcaínos sois españoles y vuestra patria es España, no sé cómo queréis gozar de unos fueros que los demás españoles no tienen y eludir obligaciones que a todos los españoles deben comprender por igual ante la patria común. Gozando de los fueros no servís en el Ejército español, ni contribuís con dinero al tesoro de la patria. No sois buenos españoles...

Admitiendo como gran verdad lo manifestado por el santanderino, Luis se cuestionó si era español o sólo vizcaíno, considerando que su opción era la segunda. Comentó su descubrimiento con su hermano Sabino, que por entonces se hallaba en casa convaleciente de tisis y se proclamaba carlista. Sabino llegó a la misma conclusión que su hermano, por lo que empezó a estudiar euskera con un diccionario.

## Estudios
Luis inició sus estudios de arquitectura en Madrid en 1881, pero a la muerte de su padre en 1883, la familia se trasladó a Barcelona, donde continuaría estudiando hasta que en 1888 regresaron todos a Vizcaya a la muerte de la madre.
Un edificio creado por Luis es una de las casas de la familia Asla, que se sitúa en Zamudio, en el barrio de Galbarriatu. El nombre de la casa es "Bidegane" (sobre el camino en euskera) puesto que se encuentra situada al lado de la antigua carretera que unía Munguía con Santo Domingo. La casa se edificó en 1926. Marcelino Asla Vidaurrázaga le pidió a su amigo Luis Arana la construcción de ésta.
Tal vez el edificio más conocido de los diseñados por Luis Arana sea la llamada "Casa de los Aldeanos", sita en la calle Aretxabaleta, que forma uno de los laterales de la Plaza de Indautxu de Bilbao.

## Inicios del nacionalismo vasco
A partir de su vuelta a Vizcaya, los dos hermanos inician una dura labor política de expansión de su ideología debido a las condiciones poco democráticas de la época, que da comienzo con el llamado "Juramento de Larrazabal".
Ejemplo de su difícil labor fue el encarcelamiento de los hermanos Arana y de sus principales simpatizantes. Con todo, el 31 de julio de 1895 se constituye en el "Euskeldun Batzokija" la organización regional de Vizcaya del PNV (el Bizkaia Buru Batzar), bajo la presidencia de Sabino, y Luis es elegido vicepresidente, pero el 12 de septiembre es cerrado el centro por orden gubernativa y encarcelada su Junta Directiva. Luis sale de la cárcel el 17 de septiembre junto con Ramón Menchaca y Antonio Elexpuru, pagando cada uno una fianza de 5.000 pesetas, pero su hermano Sabino continúa encerrado, pues a él le habían impuesto una fianza de 50.000 pesetas. Estas cantidades les fueron devueltas el 14 de diciembre.
Fundan el Partido Nacionalista Vasco (EAJ-PNV) y sus sedes sociales, redactan estatutos de sociedades, fundan editoriales y periódicos...
Dicha actividad incesante es producto de la creencia de que la sociedad vasca estaba próxima a desaparecer, como ya anunciaba Miguel de Unamuno, debido, entre otros factores, a la inmigración de no vascos causada por la Revolución Industrial, que había multiplicado hasta por siete las poblaciones de algunos municipios vascos, difundiendo una cultura que consideraban extraña y opuesta a la "genuinamente" vasca.
En sus primeros inicios, la ideología nacionalista que propugnaban estaba muy influenciada por el catolicismo radical como refleja el lema acrónimo "JEL" (Jaungoikoa eta Legizarra en euskera, Dios y la Vieja Ley) que crearon para el PNV.
Una de las intervenciones más destacadas de Luis Arana fue en el diseño de los símbolos aún actuales del nacionalismo vasco, como la ikurriña, que diseñó Luis Arana siguiendo las ideas de Sabino y que es la actual bandera oficial del País Vasco desde que fue adoptada oficialmente por el Gobierno Vasco republicano el 19 de octubre de 1936 y posteriormente por su Estatuto de Autonomía.
El partido recibe en 1898 la incorporación fundamental de los fueristas llamados "euscalerríacos", liderado por el naviero vizcaíno Ramón de la Sota, una de las mayores fortunas de España en ese momento.
En enero de 1900, Luis comienza a residir en Ustariz y, debido a este cambio de residencia dimite de sus cargos, siendo sustituido en 1901 en la presidencia del BBB por Angel de Zabala.
En 1902 interviene en el intento de envío por parte de su hermano Sabino de un telegrama de felicitación a Theodore Roosevelt, el entonces presidente de los Estados Unidos, con motivo de la concesión por parte de los estadounidenses de la independencia a Cuba. Siendo esta la razón por la que Sabino, que se encontraba encarcelado, es nuevamente procesado y los concejales bilbaínos del PNV son retirados de sus funciones por hechos similares.

## El PNV tras la muerte de Sabino Arana
Tras la muerte de Sabino Arana, la presidencia del BBB de 1903 a 1906 correspondió Aingeru Zabala Ozamiz, y hasta 1908 a una junta formada por Santiago Alda, Alipio Larrauri, Antonio Arroyo, Vicente Larrinaga y Eduardo Arriaga.
En 1906, el PNV celebraría la primera Asamblea Nacional, y publicó su ideología básica en un manifiesto, vigente hasta 1966, en el que planteaba abiertamente la anulación de la ley francesa de 1789 y la española de 1839, reivindicando las leyes forales y la unificación vasca.
El 4 de agosto de 1908 Luis Arana es elegido presidente de la ya constituida Asamblea Nacional del EAJ-PNV, cargo que desempeña hasta ser expulsado a finales de 1915, siendo sustituido por Ramón Bikuña, entre otros motivos por la bancarrota del partido.
En esa época Luis Arana resucitó el “Euzkaldun Batzokija”, reeditó “Bizkaitarra” y creó en 1911 el sindicato ELA-STV, con el fin de defender los derechos de los obreros nacionalistas y evitar que se integraran en los sindicatos socialistas y anarquistas que patrimonializaban este sector.

## Aberriy Comunión Nacionalista Vasca
En esta época se producen disensiones internas en el PNV, pues, coincidiendo con la diferencia de posturas en la Primera Guerra Mundial y supeditando el independentismo inicial a posturas más pragmáticas, surgió una vertiente autonomista del sector moderado mayoritario liderado por Kizkitza y Ramón de la Sota, pasando a llamarse el PNV desde 1916 Comunión Nacionalista Vasca (CNV).
A pesar del éxito nacionalista en las elecciones de 1917, que iniciaban una breve hegemonía nacionalista y que auguraban la próxima creación de un Estatuto Vasco, socialistas y monárquicos aúnan fuerzas para desbancar a los nacionalistas.
De otra parte, el sector más joven llamado "Aberri" (por ser este el nombre del periódico que difundía su ideología) liderado por Eli Gallastegui y Manu Eguileor reivindica la ideología aranista pura y refunda el PNV.
En las elecciones celebradas en el mes de febrero de 1922, "Aberri" obtuvo en el Ayuntamiento de Bilbao nueve concejales, mientras que CNV solo consiguió cuatro.
Pero desde 1923 y hasta 1930, la dictadura del general Miguel Primo de Rivera suspendió los partidos políticos, sus sedes, periódicos y los dirigentes del PNV marcharon al exilio.
Mientras que Luis Arana preside “Aberri” de 1922 a 1930 (y brevemente Ceferino de Jemein), Ignacio de Rotaeche preside “Comunión Nacionalista Vasca” (CNV) desde 1920. 
Con el fin de la dictadura del general Miguel Primo de Rivera en 1930, las dos tendencias se reunifican el 16 de noviembre en el PNV bajo la dirección de Ramón Bikuña, que apostaría decisivamente por tener un Estatuto Vasco.
No todas las posturas estuvieron de acuerdo con la unificación del PNV y, por ello, se escinde un sector aconfesional y republicano que funda Acción Nacionalista Vasca.

## La vuelta de la República
El 14 de abril de 1931 se instauró la Segunda República Española, hecho que supuso la vuelta de los partidos políticos. Luis Arana es nombrado presidente del PNV de nuevo en 1932 hasta 1933, cuando es sustituido por Jesús Doxandabaratz.
Durante su mandato se reacondicionó la casa natal de los Arana, llamada “Sabin Etxea”, para las oficinas de la delegación provincial de Vizcaya (BBB) del PNV, inaugurándose oficialmente el 26 de marzo de 1932, siendo Luis Arana el encargado de izar la ikurriña que él diseñara. Al día siguiente, 27 de marzo de 1932, domingo de Resurrección, se celebró en Bilbao el primer Aberri Eguna.
También apostó en unión con los carlistas por un Estatuto Vasco.
Luis Arana y el sector que él encabezaba mantuvieron una dura polémica con el resto de los dirigentes nacionalistas (Irujo, Aguirre, etc.) debido a que consideraba que la ikurriña bicrucífera actual, diseñada por los hermanos Arana y que en ese momento había sido adoptada universalmente como símbolo del nacionalismo vasco, debía ser barrada, ya que la bicrucífera había sido creada solo para Vizcaya. Este motivo precipitó el apartamiento voluntario de Luis Arana del partido, adicionando además, según el historiador Stanley G. Payne, el hecho de representar una postura minoritaria en la pugna entre autonomistas y estatutarios.
En la República, el PNV (reconocido por la Iglesia como partido católico) recibe el apoyo de la derecha y, aunque no participa en las revueltas de la época, tan graves en otras regiones, sufrió, a pesar de todo, represión política, realizándose clausuras de locales del PNV durante 1933 y 1934, lo que a la postre le conduciría a apoyar la legitimidad del Gobierno republicano. A ello se añade que el Gobierno republicano le permitiría lograr su ansiado Estatuto Vasco, que fue mayoritariamente refrendado, si bien no incluía a Navarra por la oposición de los carlistas navarros en el último momento.
Durante la guerra civil española Luis Arana se posicionó en contra de la intervención del Gobierno Vasco, porque inicialmente tanto “republicanos” como “nacionales” se habían mostrado poco dispuestos a conceder la autonomía vasca, siendo también contrario a que en dicho Gobierno se diera entrada a partidos no nacionalistas.
Una vez terminada la guerra, Luis Arana regresó a España, donde vivió hasta su muerte en Santurce en 1951.